# Короча (річка)
Короча (вар.Корочка, Кароча; устар. Коротка) — річка в Бєлгородській області (Росія), протікає на схід річки Корєнь. Витоки біля села Ольховатка, в Губкінському районі. Гирло розташоване за 21 км по правому березі річки Нежеголь. Довжина річки становить 91 км.
- Ширина річки: від 0,1 — 1,0 м (витік) до 3 — 10 м, найбільша — 40 м (с. Ріпне).
- Глибина річки: біля витоку — 0,05 — 0,2 м, переважна — 0,3 — 0,7 м, найбільша — 2,9 м.
- Швидкість течії: від 0,1 — 0,4 м/с до 0,8 м/с, найбільша — 1,4 м/с.
- Середня річна витрата води в р.Короча  — 1,27 м³/з[1].

## Географія
Басейн річки Короча розташований на південних схилах Середньоруської височини на стику лісостепової та степової зон. Її природно-кліматичні та геологічні особливості визначають унікальне біорізноманіття. Шебекинський район є найбільш багатим лісами районом області. У ньому збереглися великі вододільні діброви, які зосереджені на межиріччах Сіверського Дінця та Корєня, Корєня та Корочі, Корочі та Нежеголю. Поверхня, розчленована річковими долинами та яружно-балочною мережею, носить в цілому хвилясто-балковий характер.
Для Корочі, як і інших річок регіону, характерна асиметрична будова долини. Правий західний корінний берег — високий та крутий з частими виходами крейди на поверхню, а лівий — пологий та низинний. Русло звивисте. У верхів'ї є заболочені ділянки.

## Клімат місцевості
| Клімат Шебекінського району                                          | Клімат Шебекінського району | Клімат Шебекінського району | Клімат Шебекінського району | Клімат Шебекінського району | Клімат Шебекінського району | Клімат Шебекінського району | Клімат Шебекінського району | Клімат Шебекінського району | Клімат Шебекінського району | Клімат Шебекінського району | Клімат Шебекінського району | Клімат Шебекінського району | Клімат Шебекінського району |
| Показник                                                             | Січ.                        | Лют.                        | Бер.                        | Квіт.                       | Трав.                       | Черв.                       | Лип.                        | Серп.                       | Вер.                        | Жовт.                       | Лист.                       | Груд.                       | Рік                         |
| Середній максимум, °C                                                | −2,9                        | −2,8                        | 2,9                         | 13,4                        | 20,7                        | 23,9                        | 26,0                        | 25,3                        | 18,7                        | 11,2                        | 2,0                         | −2,5                        | 11,3                        |
| Середня температура, °C                                              | −6,2                        | −6                          | −0,4                        | 9,0                         | 15,7                        | 19,4                        | 21,8                        | 21,3                        | 15,2                        | 8,0                         | −0,3                        | −5,5                        | 7,7                         |
| Середній мінімум, °C                                                 | −9,9                        | −9,7                        | −4                          | 4,1                         | 9,8                         | 14,1                        | 16,8                        | 16,4                        | 11,0                        | 4,7                         | −2,7                        | −8,9                        | 3,5                         |
| Температура води, °C                                                 | 0                           | 0                           | 0,5                         | 8,3                         | 15,1                        | 18,3                        | 19,8                        | 18,3                        | 13,1                        | 6,9                         | 2,4                         | 0,2                         | 8,6                         |
| Норма опадів, мм                                                     | 52                          | 40                          | 36                          | 46                          | 48                          | 67                          | 72                          | 53                          | 49                          | 40                          | 52                          | 50                          | 605                         |
| -------------------------------------------------------------------- | --------------------------- | --------------------------- | --------------------------- | --------------------------- | --------------------------- | --------------------------- | --------------------------- | --------------------------- | --------------------------- | --------------------------- | --------------------------- | --------------------------- | --------------------------- |
| Джерело: Метеодані Бєлгородської області та worldweather.org (опади) |                             |                             |                             |                             |                             |                             |                             |                             |                             |                             |                             |                             |                             |

Температура води вказана в річці Короча в місті Короча. Найбільша температура води — +28,6 °C.

## Дані водного реєстру
За даними державного водного реєстру Росії відноситься до Донського басейнового округу, водогосподарської ділянки річки — Сіверський Донець від витоку до кордону Росії з Україною без басейнів річок Оскіл та Айдар, річковий підбасейн річки — Сіверський Донець (російська частина басейну). Річковий басейн річки — Дон (російська частина басейну).

## Див.
- Короча — місто